# Костел (Маневичі)
Парафія Святого Духа в Маневичах — римсько-католицька парафія в Маневичах в Україні, належить до Луцького деканату Луцької дієцезії. Парафія була заснована в 1923 році. 4 червня 1995 року храм було повторно освячено після більш ніж 50 років закриття парафії тодішньою комуністичною владою. З 21 лютого 2023 року, настоятелем парафії є отець Марцін Цєсєльскі.

## Історія
Історія римсько-католицької парафії в Маневичах нараховує вже понад сто років. А розпочалася вона на військовому цвинтарі часів Першої світової війни, де були поховані солдати австро-угорської і німецької армій.
У 1915 р. на цьому цвинтарі звели дерев’яну каплицю. Після закінчення війни, коли Маневичі вже належали Польщі й почали інтенсивно заселятися, саме ця каплиця стала першим костелом заснованої в 1923 р. римо-католицької парафії. Після створення парафії її перебудували на костел для католицької громади. Згаданий цвинтар знаходився неподалік залізничної станції. На жаль, після Другої світової війни він був повністю знищений, але в австрійських цифрових архівах збереглися його світлини.
Першим настоятелем парафії став отець Аполінарій Тарногурський. Із 1926 р. протягом двох років парафією опікувався Францішек Рутковський, життя якого обірвалося в червні 1941 р. у Луцькій тюрмі: органи НКВС розстріляли його разом із сотнями інших в’язнів. У 1928–1931 рр. у парафії служив отець Ігнацій Романовський. Саме за його настоятельства наприкінці 20-х рр. у містечку, яке стрімко розвивалося, виникла потреба у зведенні більшого костелу. Маневицький землевласник Антоній Бірар безкоштовно надав під будівництво храму земельну ділянку поряд із цвинтарем, наприкінці вулиці 3 Мая (тепер вулиця Слупачика).
Отця Романовського, який передчасно помер у 1931 р., поховали на цьому ж цвинтарі, де вже планувалося будівництво нового костелу. Після раптової смерті настоятеля цю посаду тимчасово обійняв Мар’ян Токажевський. Згодом єпископ призначив настоятелем отця Болеслава Ястшембського, який став ініціатором будівництва костелу і навіть керував будівельними роботами. 
7 жовтня 1934 р. недобудований храм Преображення Господнього освятив луцький вікарний єпископ Стефан Вальчикевич. Будівництво й оздоблювальні роботи повністю завершили протягом кількох наступних років.
Новий костел став найбільшою і найпомітнішою будівлею Маневичів і лишався єдиним християнським храмом у селищі аж до початку 1990-х рр. У просторовому вирішенні ця святиня – це тринавова псевдобазиліка з трансептом і гранчастою апсидою, вкрита стрімким двоскатним дахом. Архітектурний образ будівлі, зведеної у стилі конструктивізму, створює оригінальна ступінчаста форма всіх чотирьох фронтонів, навіяна пізньоготичною і ренесансною житловою архітектурою Німеччини й Голландії ХVI ст. Головний фасад костелу акцентований великим арочним вікном та був раніше декорований латинським написом «Sursum Corda», який до сьогодні не зберігся. У різних джерелах трапляються спогади очевидців про те, що новий маневицький костел вражав, насамперед, високохудожнім паркетом, вітражами та органом. На жаль, жодних світлин із довоєнним інтер’єром ми не знайшли.
У 1936–1944 рр. при костелі діяла чернеча спільнота сестер-терезіянок, які утримували сиротинець і кравецьку школу для дівчат.
Після нападу СРСР у вересні 1939 р. костел не закрили. Незважаючи на тотальні репресії проти місцевого населення, парафія й надалі функціонувала. Діяв костел також і протягом усієї німецької окупації. У червні 1942 р., заразившись тифом, передчасно помер багаторічний настоятель парафії Болеслав Ястшембський. Його могилу й сьогодні можна побачити на прикостельному цвинтарі, її легко розпізнати за лаконічним написом: «Фундаторові костелу – парафіяни і співвітчизники».
Наступним настоятелем призначили молодого волинського священника Едмунда Доманського, який опікувався парафією до Різдва 1943 р. Саме тоді в маневицькому костелі відправили останню перед десятиліттями небуття месу. Відомо, що отець Доманський помер у польському Плонську в 1984 р., а у 2002 р. його іменем назвали школу в містечку Ілов, яку колишній маневицький священник заснував і очолив у 1945 р.
Після встановлення радянської влади наприкінці Другої світової війни костел уже не функціонував, його інтер’єр повністю знищили й розграбували. У храмі почали складувати тонни солі, яку так і не використали. Сіль із роками скам’яніла й перетворилася на суцільний моноліт, який займав майже половину об’єму всього костелу. Під кінець 80-х це була вже справжня руїна – без даху й вікон.
Відродження костелу розпочалося на початку 90-х рр. У 1990 р. першу святу месу на сходах зруйнованого храму відправив отець Ян Мухарський – капуцин, який прибув із Чикаго відновлювати життя католицької парафії в Любешові. У 1992 р. костел повернули відродженій католицькій парафії. Його почали поступово відбудовувати. З довоєнного інтер’єру храму збереглися лише кілька ікон та вівтарне Розп’яття – їх переховували у своїх домівках колишні парафіяни.
Першим настоятелем відновленого костелу став отець Адам Галек, а 4 червня 1995 р. відбулося урочисте повторне освячення маневицького костелу під титулом Зіслання Святого Духа, яке здійснив львівський вікарний єпископ Маркіян Трофим’як. У 1995–2001 рр. парафію очолював отець Казимир Зайонц, а з 2001 р. настоятелем парафії був отець Анджей Квічаля, яакий помер 26.06.2022 p. Від червня до серпня 2022 р. адміністрував парафію о. Роман Власюк, а з 28 сарпня 2022 р. по 21 лютого 2023 р. настоятелем парафії був о. д-р Ярослав Рудий.
З 21 лютого 2023 р. рішенням єпископа Віталія Скомаровського настоятелем парафії призначено о. Марціна Цєсєльского (декрет № 019/23 від 09.02.2023).

## Архітектура

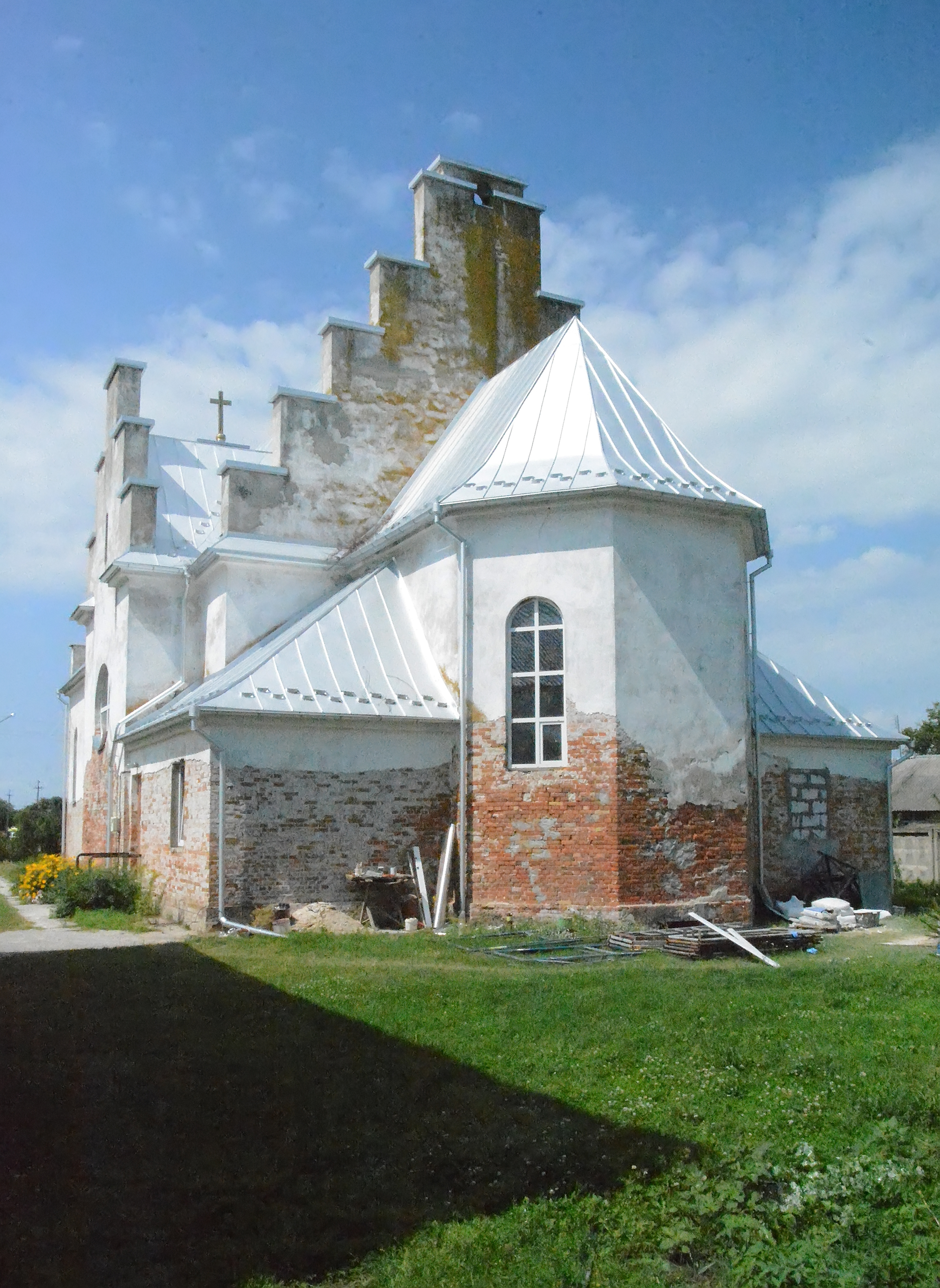
Пам'ятка архітектури Костел Святого Духа у с-щі Маневичі

Костел — це тринавова псевдобазиліка з трансептом і гранчастою апсидою, вкрита стрімким двоскатним дахом. Будівля зведена у стилі конструктивізму, має оригінальну ступінчасту формк всіх чотирьох фронтонів, навіяна пізньоготичною і ренесансною житловою архітектурою Німеччини й Голландії ХVI ст. Головний фасад костелу акцентований великим арочним вікном та був раніше декорований латинським написом «Sursum Corda», який до сьогодні не зберігся. У різних джерелах трапляються спогади про те, як храм вражав, високохудожнім паркетом, вітражами та органом.